# Ории, Хёдзиро
Хёдзиро Ории (яп. 折居 彪二郎 Ории Хё:дзиро:, 15 июля 1883, Япония — 27 апреля 1970 года, Япония) — японский коллекционер птиц и млекопитающих. На основе собранных им типовых образцов было описано не менее ста новых видов и подвидов: по данным на 2014 год, среди ныне признанных таксонов 14 видов и 41 подвид млекопитающих и 6 видов и 68 подвидов птиц. В число 7 таксонов млекопитающих и 10 таксонов птиц, названных в честь «Orii of the Orient» (яп. 東洋のオリイ), как его называли, входят Crocidura orii и ныне исчезнувшая Sittiparus varius orii.

## Биография
Ории родился в 1883 году в префектуре Ниигата, в 1899 году переехал в Хакодатэ; в 1913 году вновь переехал из Хакодатэ в дом на берегу реки Биби, где она впадает в озеро Утонай, в деревне Томакомаи. Его карьера в качестве коллекционера образцов началась в 1906 году, когда он предоставил свои услуги сначала Малькольму Плейфэру Андерсону, а затем Алану Оустону. В 1906—1907 гг. собирал для Оустона образцы на Корейском полуострове и в китайской провинции Шаньдун; эта работа продолжилась и в 1910 года, когда Ории собирал образцы в провинции Юньнань. В последующие годы он путешествовал и собирал образцы на Курильских островах, в Северном Китае и Маньчжурии, на Сахалине. В 1921 году собирал для Курода Нагамичи образцы на островах Рюкю. В период с 1925 по 1935 г., собирая для Ямасины Ёсимаро, вновь побывал на Сахалине, на северных Курилах, в Корее, на островах Тихого океана (включая Палау, Понпеи и Маршалловы острова), Тайване и Маньчжурии, где он также собирал для Куроды. В 1936 году собирал образцы на юге Рюкю, а в 1944 г. — в окрестностях Аккеши и Немуро на востоке Хоккайдо. Собранные им в эти годы экземпляры исчисляются десятками тысяч, в том числе около 8 845 экземпляров 556 видов, хранящихся в Орнитологическом институте Ямасина; другие экземпляры находятся в Музее естественной истории в Лондоне, Музее сельскохозяйственного факультета Университета Хоккайдо и Музее города Томакомаи. В общей сложности по предоставленным им типовым образцам было описано 14 видов и 41 подвид млекопитающих, 6 видов и 68 подвидов птиц. Позже он занялся регистрацией встреч с птицами, участвуя в исследованиях, проводимых Лесным агентством на озере Утонай и других озерах и болотах в окрестностях его дома.
Ории умер в 1970 году, в возрасте 87 лет.

### Дневники
Ории оставил большое количество дневников из своих экспедиций, которые являются важным источником информации для орнитологов и маммологов и содержат живые рассказы об экспедициях, например, о том, как, заметив редкую птицу в списке образцов, полученных Экспедицией Уитни в Южном море, находясь в хижине на острове Понпеи, он быстро нашёл и отправил образец в Токио, где Такацукаса Нобусуке и Ямасина Ёсимаро опубликовали информацию о длинноклювой рукии (Rukia longirostra) в качестве нового рода и вида за несколько недель до того, как Эрнст Майр опубликовал описание этого же вида как Rhamphozosterops sanfordi. Дневники коллекций составлены в несколько идиосинкразической манере, перемежаются английским и китайским языками, названия написаны то хираганой, то катаканой; в 2013 году они были опубликованы в современном японском переводе.

## Таксоны, названные в честь Ории
Семь таксонов млекопитающих и десять таксонов птиц, названных в честь Ории Хёдзиро, включают:
- Crocidura orii[10]
- Lepus timidus orii[11]
- Pteromys volans orii; protonym: Sciuropterus russicus orii[12]:208
- Rhinolophus cornutus orii[10]:4
- Aplonis opaca orii[13]:458
- Garrulus glandarius orii[14]:86
- Pycnonotus sinensis orii[15]:105
- †Sittiparus varius orii[16]:121
- Streptopelia orientalis orii[17]:414
- Todiramphus albicilla orii; protonym: Halcyon chloris orii[18]:484
- Turdus chrysolaus orii[19]:155
- Yungipicus kizuki orii[20]:109